# Orchestrazione (informatica)
Nell'amministrazione del sistema, l'orchestrazione è la configurazione, il coordinamento e la gestione automatizzati di sistemi informatici e software.
Esistono molti strumenti per automatizzare la configurazione e la gestione del server, tra cui Kubernetes, Ansible, Puppet, Salt, Terraform e AWS CloudFormation.

## Utilizzo
L'orchestrazione è spesso discussa nel contesto dell'architettura orientata al servizio, virtualizzazione, provisioning, infrastruttura convergente e data center dinamici. L'orchestrazione in tal senso riguarda la soddisfazione delle richieste aziendali, i dati e l'infrastruttura.
Nel contesto del cloud computing, la differenza principale tra l'automazione del flusso di lavoro e l'orchestrazione è che i flussi di lavoro vengono elaborati e completati come processi all'interno di un singolo dominio per scopi di automazione, mentre l'orchestrazione include sì un flusso di lavoro ma fornisce anche elementi per raggiungere obiettivi e finalità specifiche - descritti attraverso i parametri di qualità del servizio - come la massimizzazione delle prestazioni delle applicazioni riducendo al minimo i costi entro i vincoli di bilancio, pertanto tali soluzioni di gestione cloud comprendono anche framework per la mappatura e la gestione dei flussi di lavoro.